# Триесте, Леопольдо
Леопольдо Триесте (итал. Leopoldo Trieste; 3 мая 1917, Реджо-ди-Калабрия, Италия — 25 января 2003, Рим, Италия) — итальянский театральный кинодраматург, режиссёр и комедийный актёр.

## Биография
Леопольдо Триесте родился 3 мая 1917 года в Реджо-ди-Калабрия, Италия. Дебютировал в кино в возрасте 29 лет в конце 1940-х годов. В первые годы своей актёрской кинокарьеры снялся в двух фильмах Федерико Феллини: «Белый шейх» (1952) и «Маменькины сынки» (1953).
Триесте был одним из востребованных актёров итальянского кинематографа 1960-70-х годов. Снимался в кино и телефильмах в Италии, Франции, Испании, Германии, Великобритании, Уругвае, США в работах таких известных режиссёров, как Пьетро Джерми, Дино Ризи, Алессандро Блазетти, Роберто Росселлини, Витторио Де Сика, Рене Клеман, Стэнли Крамер, Ежи Сколимовский, Анри Верней и Фрэнсис Форд Коппола. Играл преимущественно роли второго плана. Среди ролей Триесте: Паззини в фильме «Прощай, оружие» по одноимённому роману Эрнеста Хемингуэя, Блок в «Процессе», телевизионной экранизации романа Франца Кафки, Михаила Цезенского в фильме «Имя розы» Жан-Жака Анно по роману Умберто Эко, знаменитый мастер скрипичных инструментов Николо Амати в телефильме «Страдивари».
За мастерское исполнение ролей второго плана Леопольдо Триесте был трижды отмечен премией Итальянского национального синдиката киножурналистов «Серебряная лента» и в 1996 году национальной кинопремией «Давид ди Донателло».
Леопольдо Триесте является автором нескольких пьес и ряда киносценариев, по двум которым сам поставил фильмы как режиссёр: «Ночной город» (1958) и «Грех юности» (1960).
Леопольдо Триесте скончался 25 января 2003 года в Риме от сердечного приступа.